# 黄爪隼

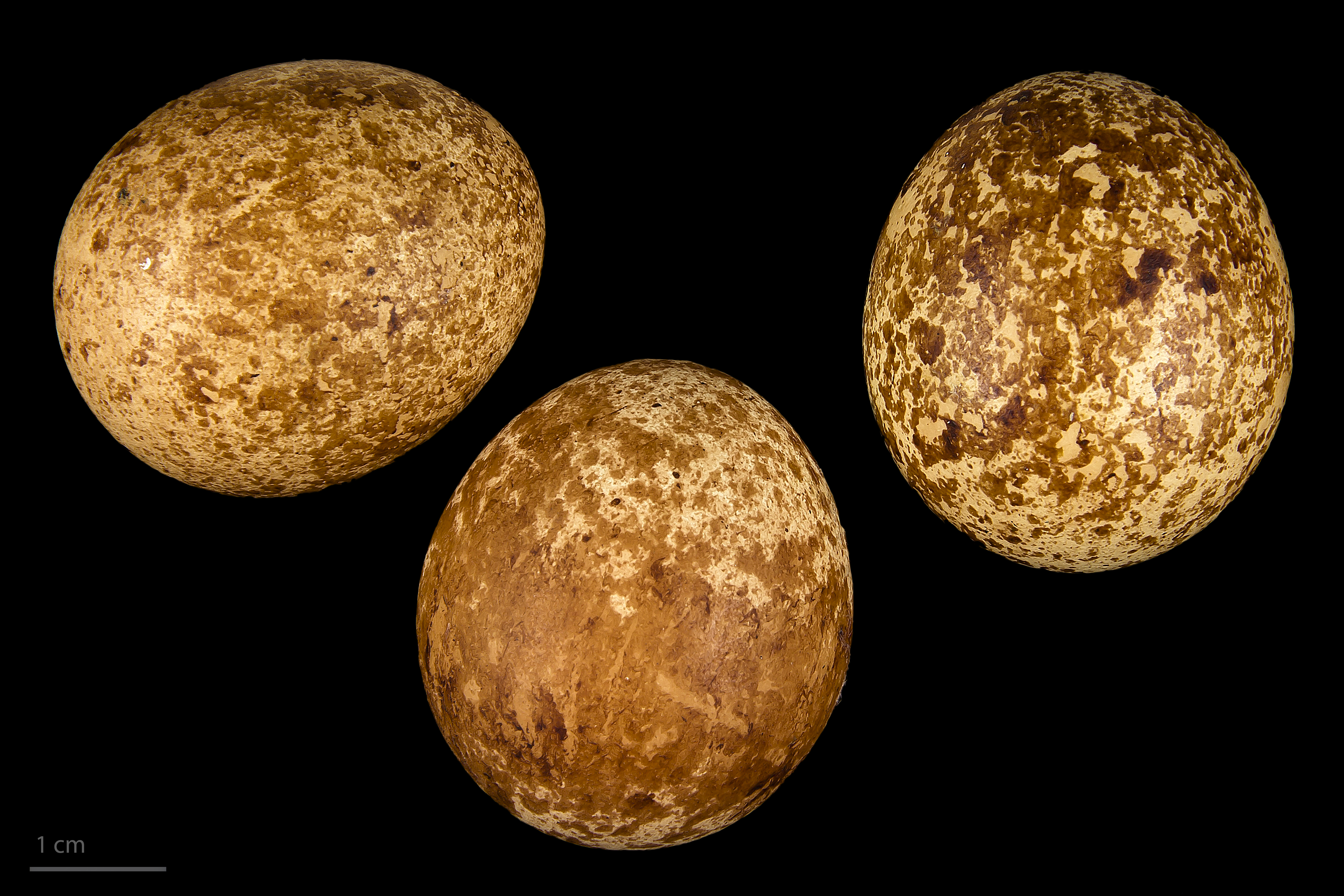
卵 Falco naumanni

黄爪隼（学名：[Falco naumanni] 错误：{{Lang}}：文本有斜体标记（帮助））为隼科隼属的鸟类。是一種小型獵鷹。這種物種在地中海、阿富汗、中亞至中國和蒙古地區繁殖。它是一種夏季候鳥，在非洲和巴基斯坦過冬，有時甚至遷徙至印度和伊拉克。它在繁殖區以北很少見，在歐洲的分布範圍也在減少。該屬名源自晚期拉丁文falx,falcis，意指一種鐮刀，指的是鳥的爪子，而這個物種名是為了紀念德國博物學家約翰·弗里德里希·瑙曼而命名的。
在中国大陆，分布于新疆、内蒙古、河北、山东、河南、云南等地，多栖息于开阔地以及在海崖或建筑的墙上筑巢。该物种的模式产地在德国南部。

## 描述

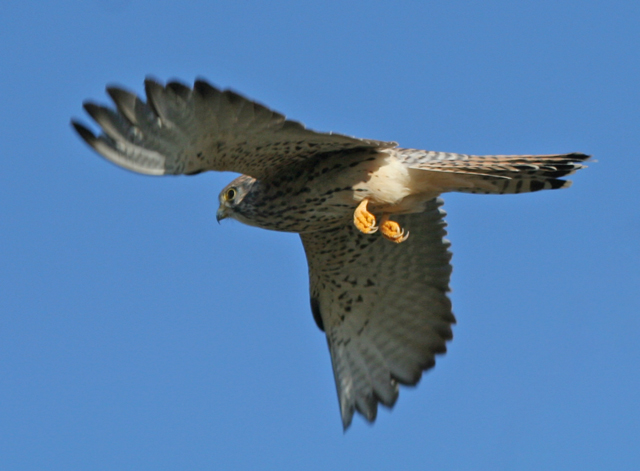
飛行中的雌鳥露出白色的爪子

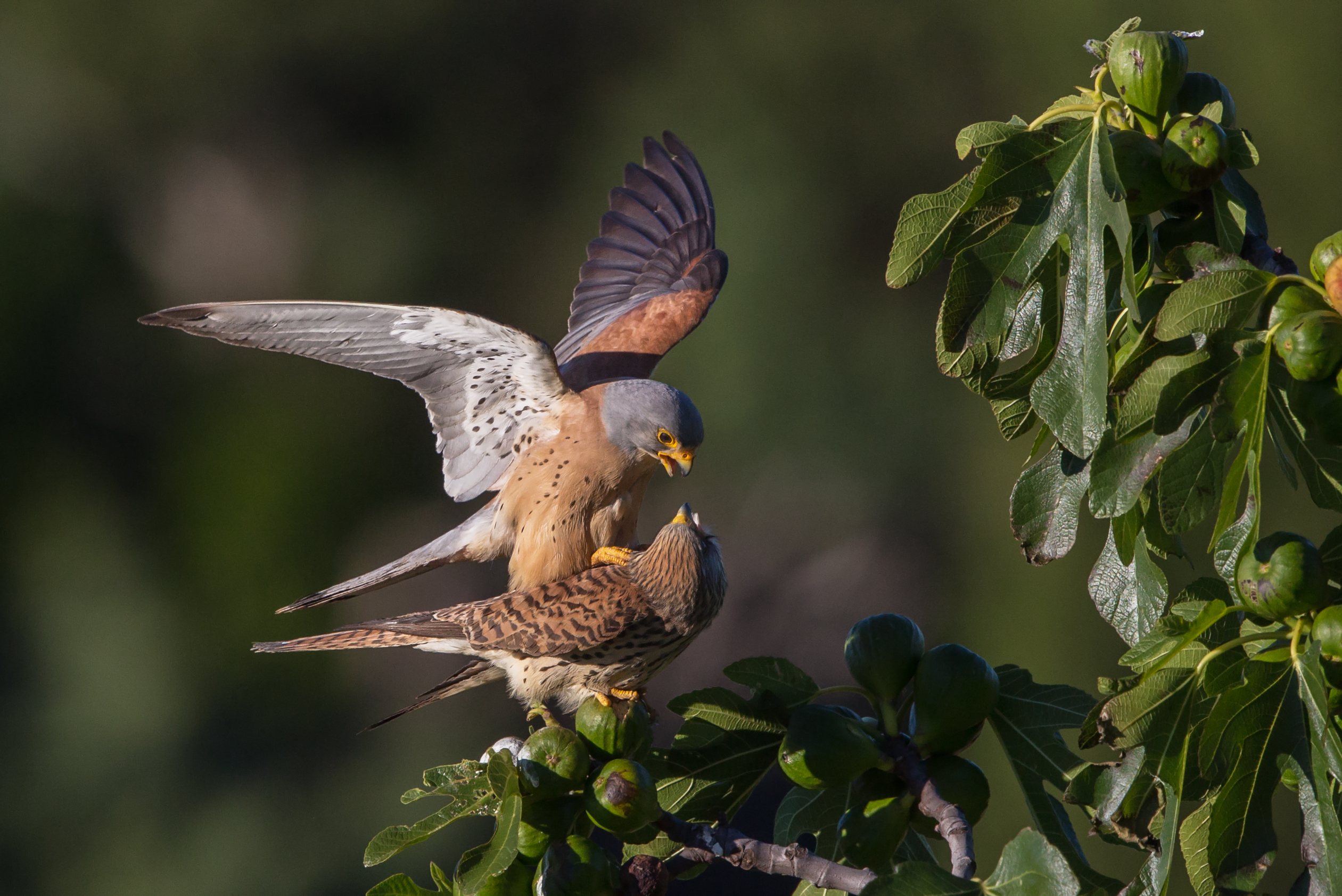
交配中的黃爪隼

這是一種小型猛禽，體長27—33 cm（11—13英寸），翼展63—72 cm（25—28英寸）。它的外觀與較大的紅隼非常相似，但翅膀和尾巴比例上更短。它有著與較大物種相同的棕色背部和灰色下部的條紋。雄鳥有一個灰色的頭和尾，像雄性紅隼一樣，但沒有背部的深色斑點、黑色的鬚狀紋，且翅膀上有灰色斑塊。
雌鳥和幼鳥比其親屬稍微淡一些，但如此相似，以至於叫聲和結構比羽毛更能作為區分的依據。它的叫聲是一種顯著的粗糙chay-chay-chay，不同於紅隼的kee-kee-kee。兩性都沒有像其它隼那樣深色的爪；該物種的爪呈現一種奇特的白色角質顏色。然而，這只有在鳥類非常近距離觀察時才會顯得明顯，例如在飼養時。

## 分類
儘管外表相似，但這種物種似乎與紅隼並不密切相關。事實上，線粒體DNA的細胞色素b 序列分析顯示它在與其他“真正的”紅隼（即不包括美國隼，可能還有灰色的非洲紅隼）相比時處於基部位置。 其分歧時間被暫定為大約在中新世與上新世邊界（墨西拿期到贊克爾期，約7-3.5百萬年前）。這種與紅隼的形態學相似性最令人困惑，但似乎仍然揭示了該物種的實際關係：缺乏鬚狀紋似乎是紅隼的祖徵，而灰色的翅膀顏色將黃爪隼與大多數其他隼屬（Falco）物種聯繫在一起，而不是其他真正的紅隼。

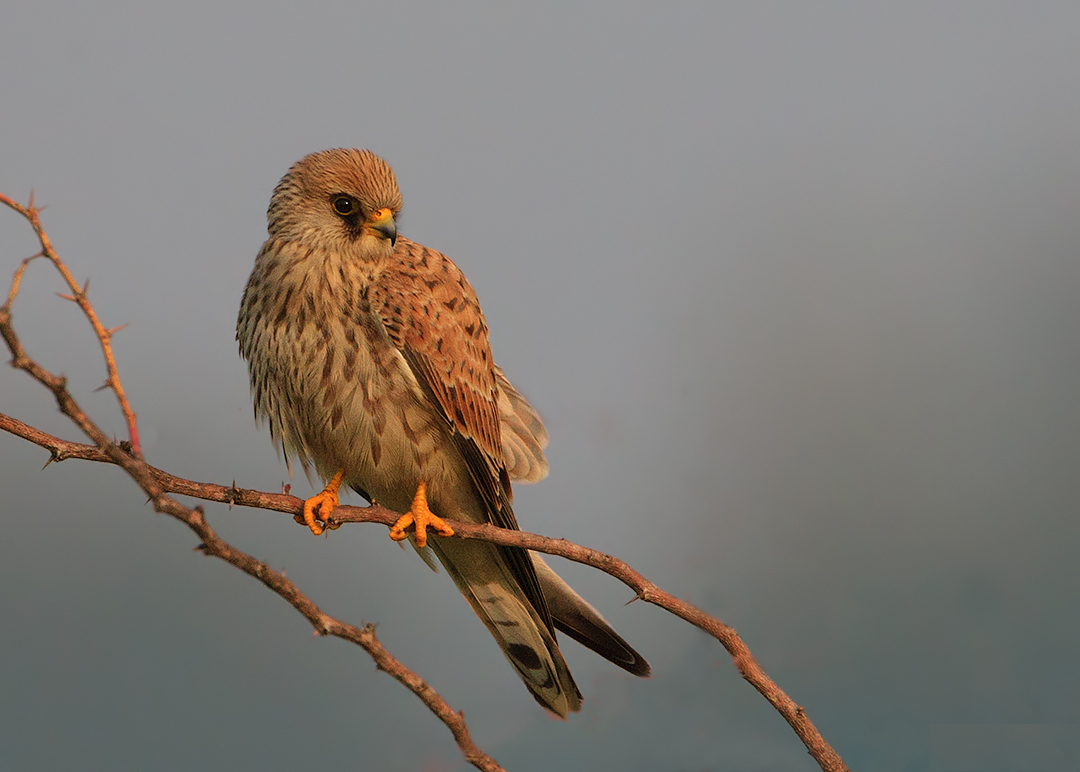
黃爪隼－一種非常罕見的印度冬季候鳥

## 生態
正如名字（英名：小紅隼Lesser kestrel）所示，黃爪隼比紅隼更小且更纖細，且在其繁殖範圍內完全同域分佈；牠們的競爭範圍有限。因此，類似的顏色是否具有某種適應性優勢值得研究。考慮到如果某些潛在的掠食者將其與較大的物種混淆並因此避免它，黃爪隼可能具有一定的優勢，這可能是繆氏擬態的案例。
黃爪隼以昆蟲為食，但也捕食小鳥、爬行動物和齧齒動物（尤其是老鼠）， 這些通常是在地面上捕獲的。牠們集體在建築物、懸崖或樹洞中築巢，每窩產下3-6顆蛋。沒有建造巢結構，這是隼的典型特徵。在西非的冬季棲地，黃爪隼偏好塞內加爾一帶的“緯度帶”，那裡蝗蟲和蚱蜢豐富。由鳥類保護聯盟於2007年1月對越冬中的黃爪隼進行的調查發現它們集體棲息。在一次調查中發現塞內加爾的一個棲地內有28,600隻黃爪隼，以及16,000隻叉尾鳶Chelictinia riocourii。
在全球範圍內，它分佈廣泛且數量眾多，國際自然保護聯盟將其列為“無危”物種。 除了可能的棲地破壞外，無差別使用殺蟲劑似乎對該物種有強烈影響，因其主要以昆蟲為食。

## 保护
- 中国国家重点保护动物等级：二级

## Gallery

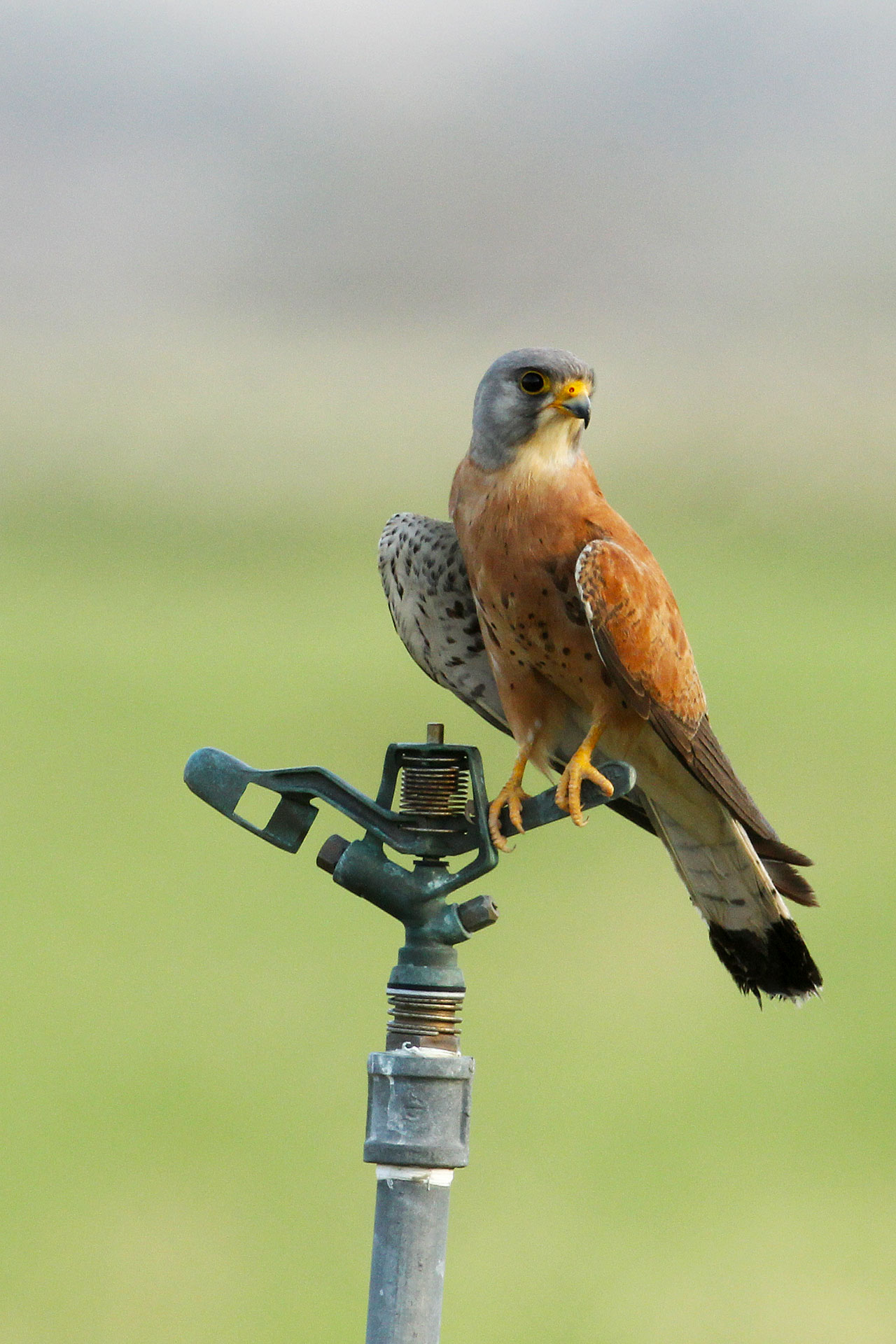
來自富查伊拉的黃爪隼
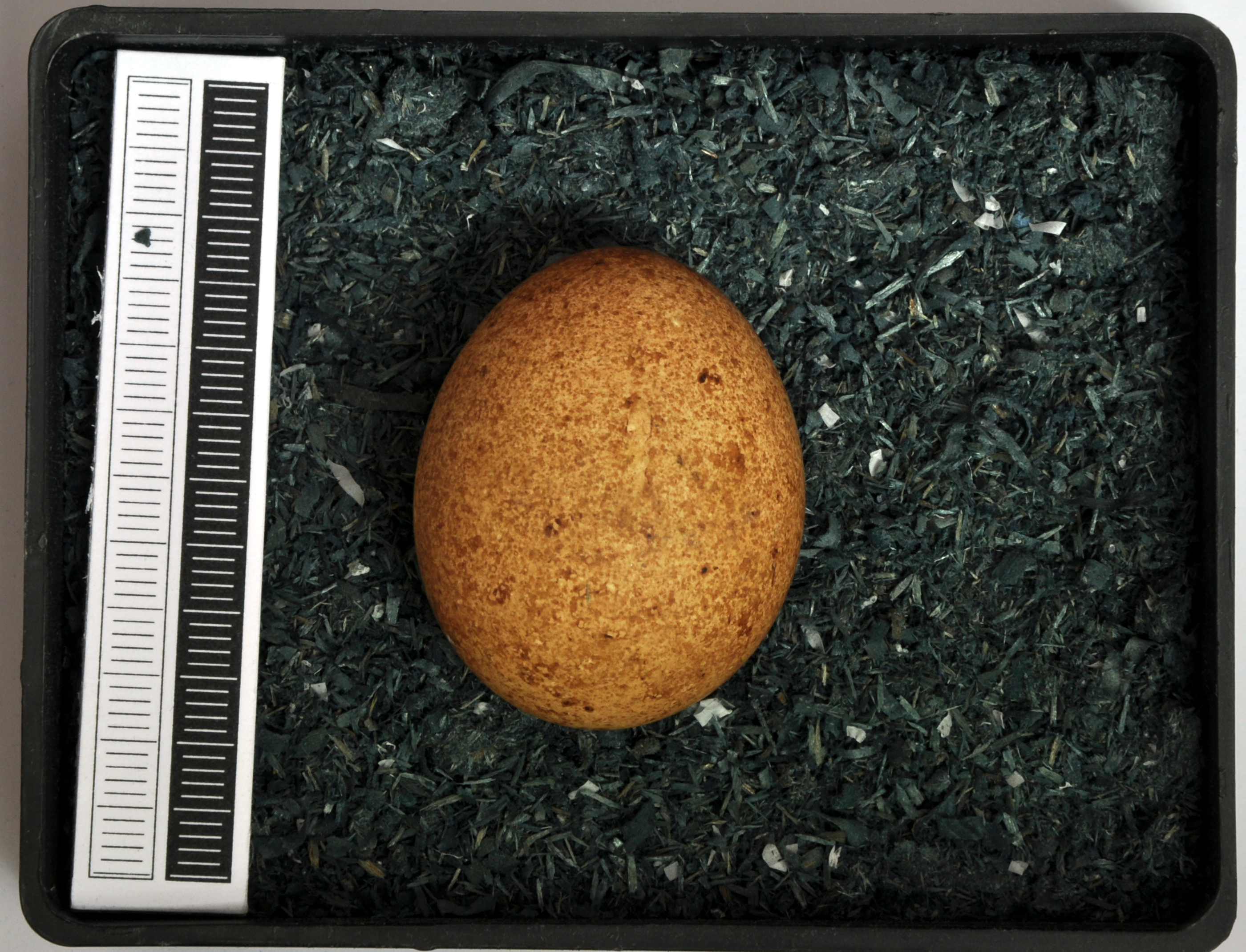
蛋, 收藏於威斯巴登博物館
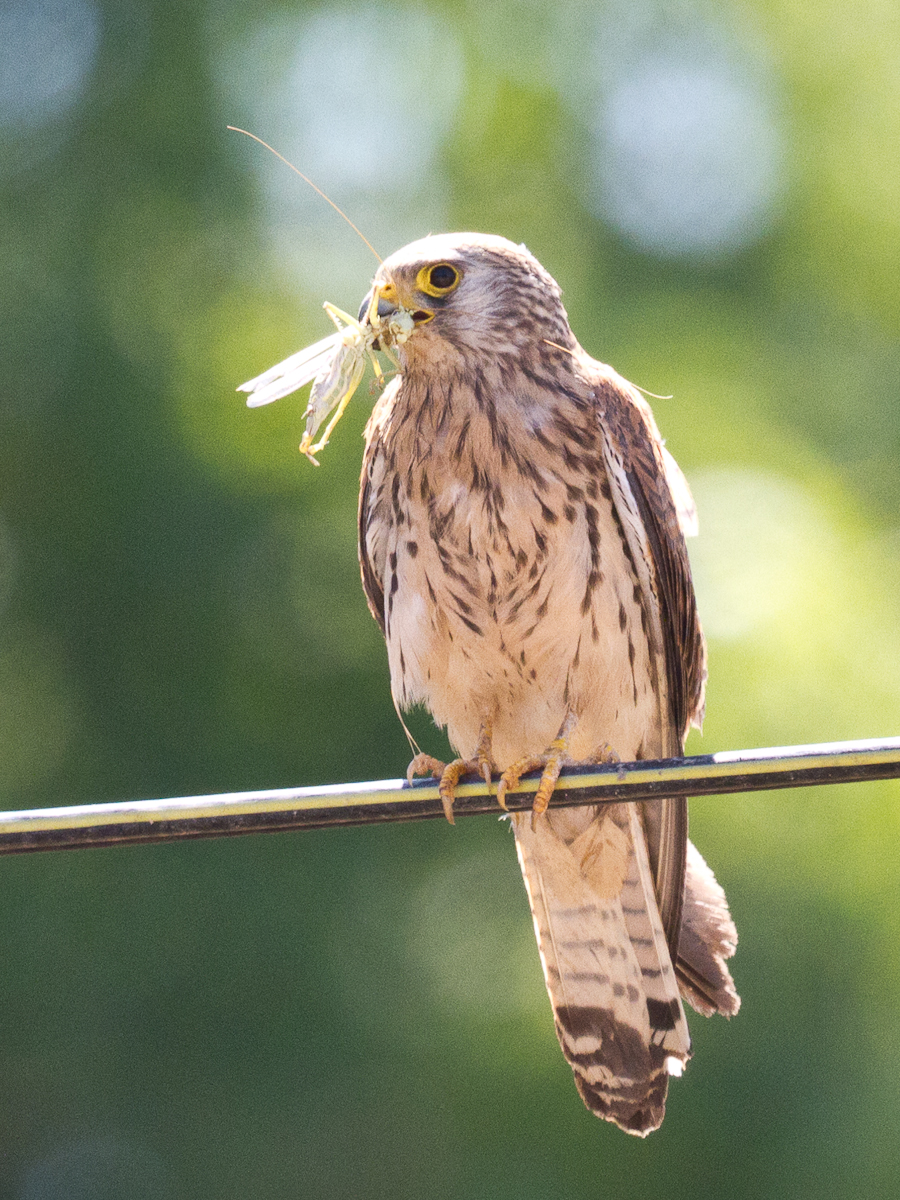
黃爪隼與昆蟲。注意黃色的爪子 - 區分黃爪和紅隼的簡單方法
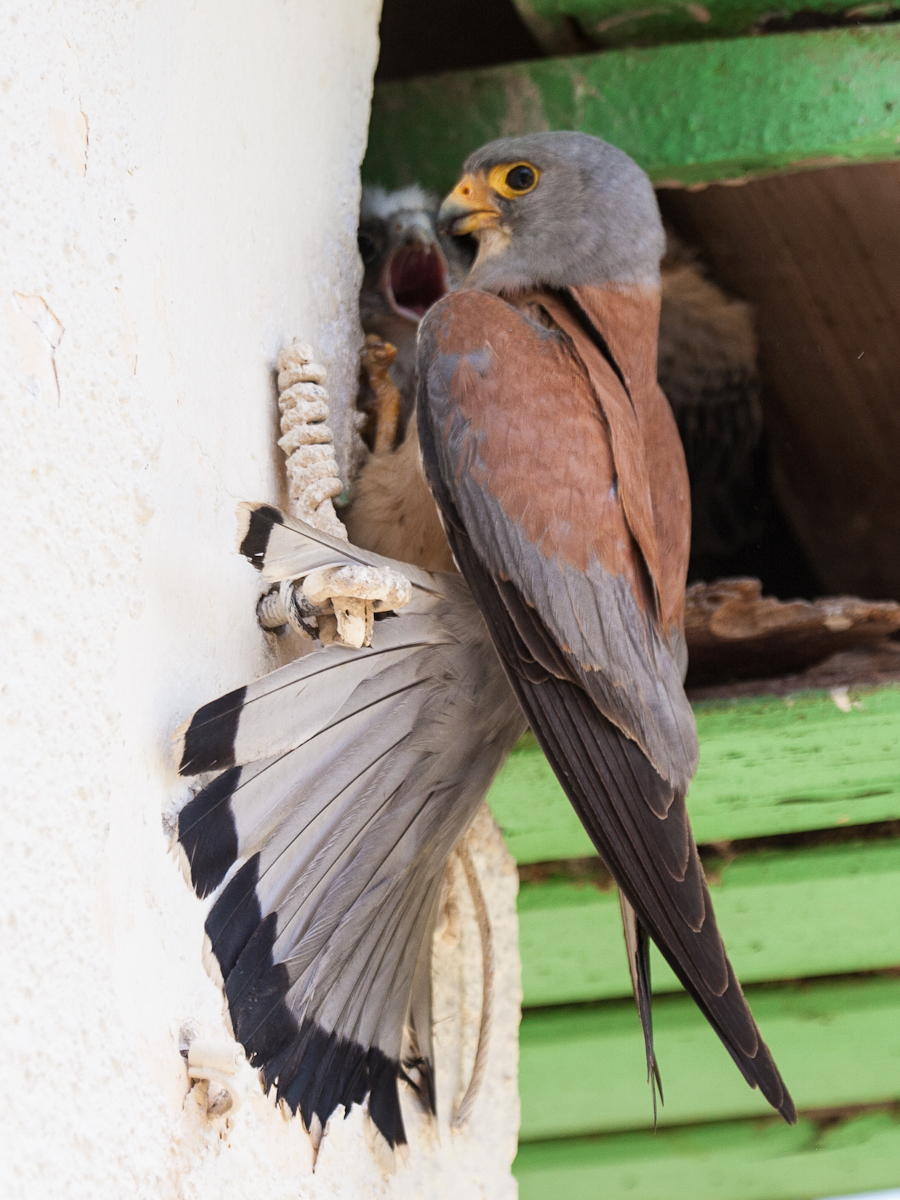
雄性黃爪隼餵養雛鳥
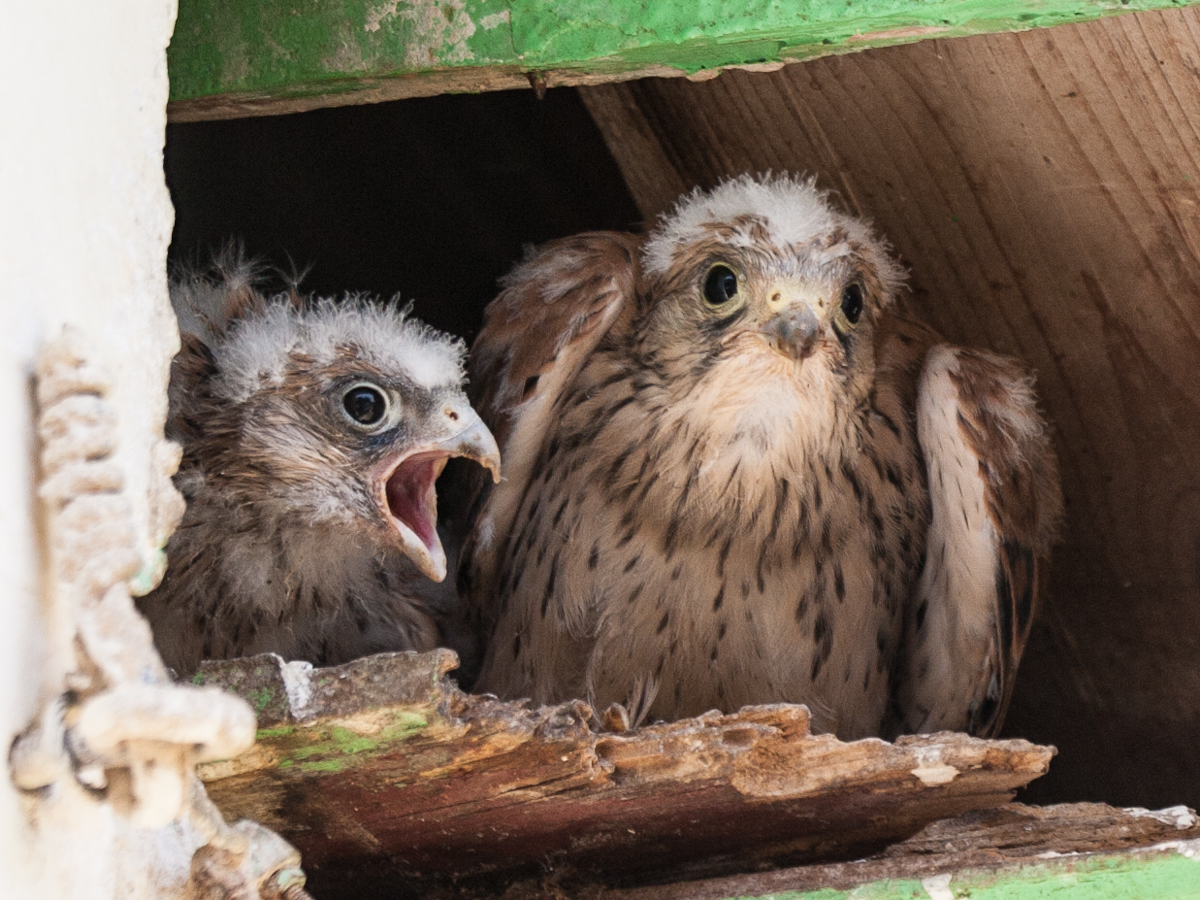
黃爪隼的雛鳥
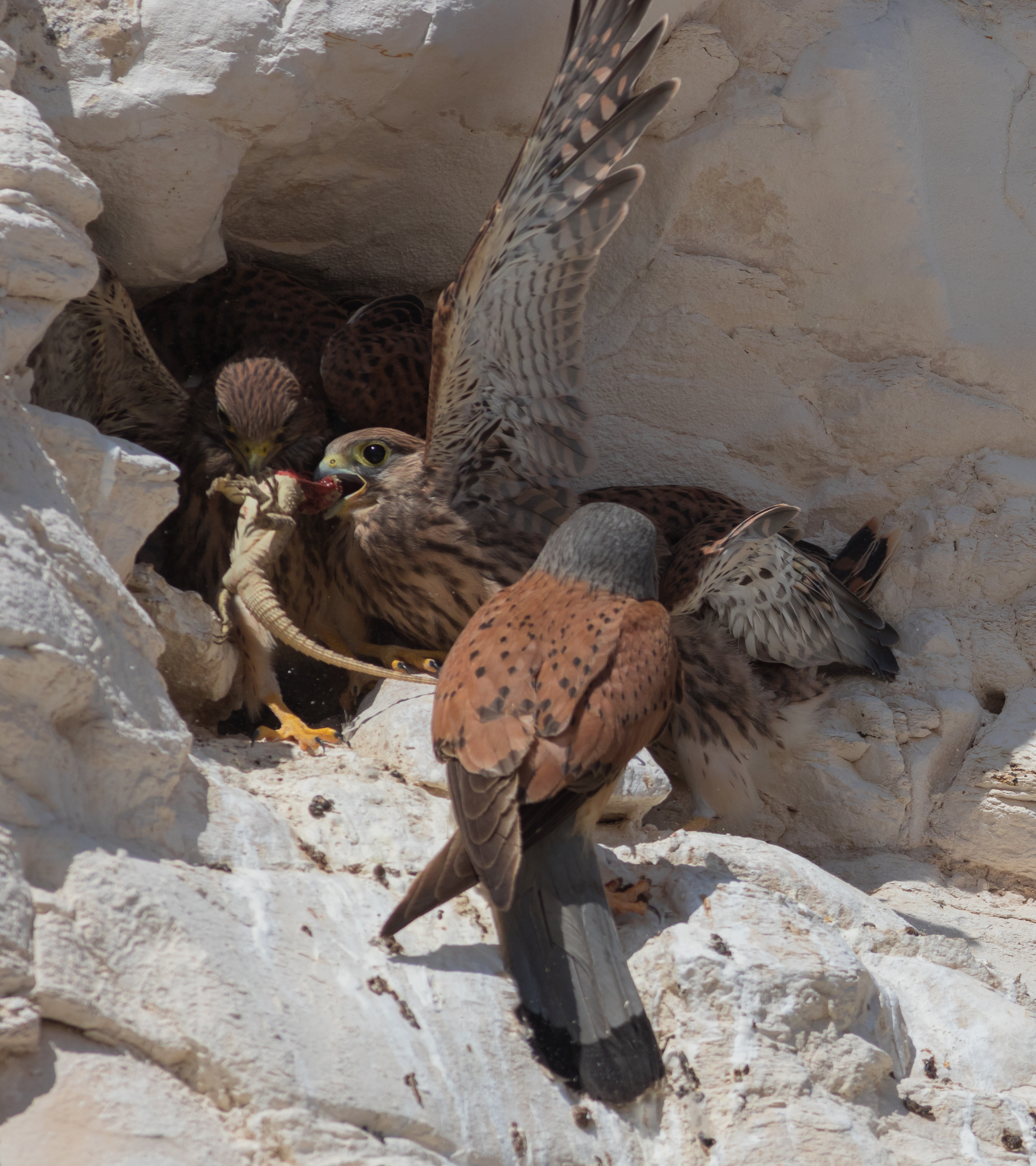
雄性黃爪隼用「星紋飛蜥」餵養他的雛鳥，內蓋夫沙漠， 以色列
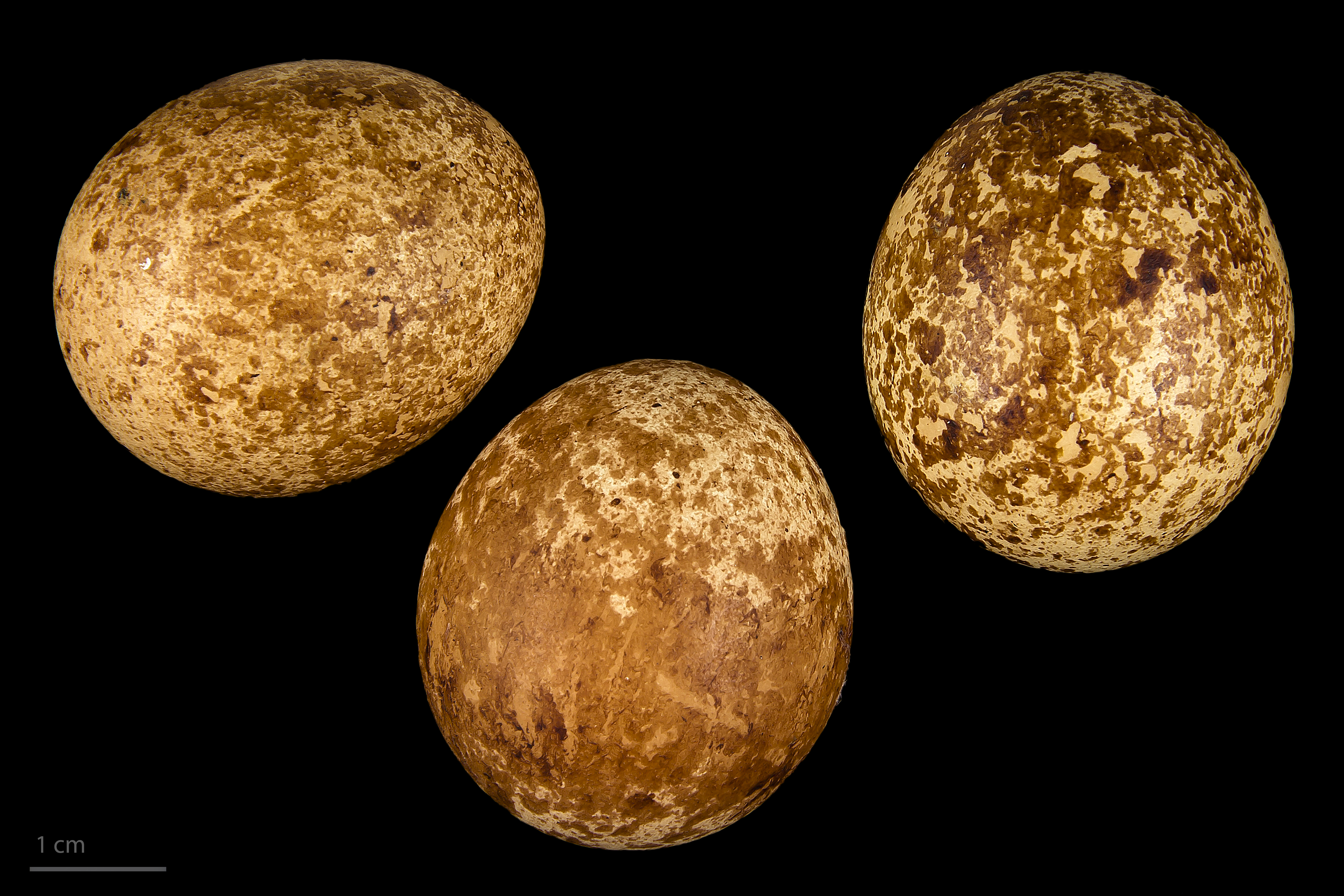
Falco naumanni - 土魯斯博物館

## 外部連結
- Species text in The Atlas of Southern African Birds （页面存档备份，存于）.
- Lesser Kestrel breeding in a village in the south of France （页面存档备份，存于）
- Ageing and sexing (PDF; 3.5 MB) by Javier Blasco-Zumeta & Gerd-Michael Heinze （页面存档备份，存于）